# Ley 169-14
La Ley 169, o Ley de Naturalización Especial  fue una ley especial promovida por el presidente de la República Dominicana Danilo Medina como consecuencia de la sentencia 168 del Tribunal Constitucional que creaba un riesgo inminente sobre el derecho a la nacionalidad de los descendientes de extranjeros nacidos en la República Dominicana entre 1929 y 2007.

## La ley
El título oficial de esta iniciativa fue: “Ley que establece un régimen especial para personas nacidas en el territorio nacional inscritas irregularmente en el Registro Civil dominicano y sobre naturalización”. La pieza legislativa fue redactada por los abogados: Olivo Rodríguez Huertas, Flavio Darío Espinal, Luis Henry Molina Peña y Josué Antinoe Fiallo; posteriormente el texto fue consensuado con el liderazgo político de la República Dominicana por el presidente Danilo Medina.

## Aplicación
La ley distingue dos grupos dentro de la categoría de “descendientes de extranjeros en condición migratoria irregular” en la República Dominicana y dispone medidas concretas para cada grupo. 
El primer grupo, más conocido como Grupo A corresponde a aquellos descendientes de extranjeros en condición migratoria irregular que lograron en el pasado ser inscritos en el registro civil dominicano a pesar de que según la interpretación retroactiva de la sentencia 168, no les correspondía. Según la ley especial, este grupo vio reconocida su nacionalidad como dominicanos y se ordenó a la Junta Central Electoral devolver, o entregar, según fuera el caso sus documentos de identidad como nacionales.
El segundo grupo, también conocido como Grupo B corresponde a aquellos descendientes de extranjeros en condición migratoria irregular que nunca fueron inscritos en el registro civil pero que han residido toda su vida en la República Dominicana y no tiene vínculo el país de origen de sus padres. La ley previó para este grupo un plazo inicial de 90 días para que se registraran como extranjeros con la posibilidad de obtener en un período de apenas 2 años, la nacionalidad dominicana mediante naturalización.

## Controversia
Los detractores de esta ley aducen que desde el punto de vista legal constituye una violación al precedente del Tribunal Constitucional establecido en la sentencia 168, y que abrió la puerta a que cualquier persona extranjera pudiese alegar haber nacido en el territorio dominicano y reclamar la nacionalidad.